# 四六事件
四六事件，或稱四六學潮，為中華民國政府於1949年4月6日開始於臺北市大規模逮捕師大、臺大學生引發的事件。

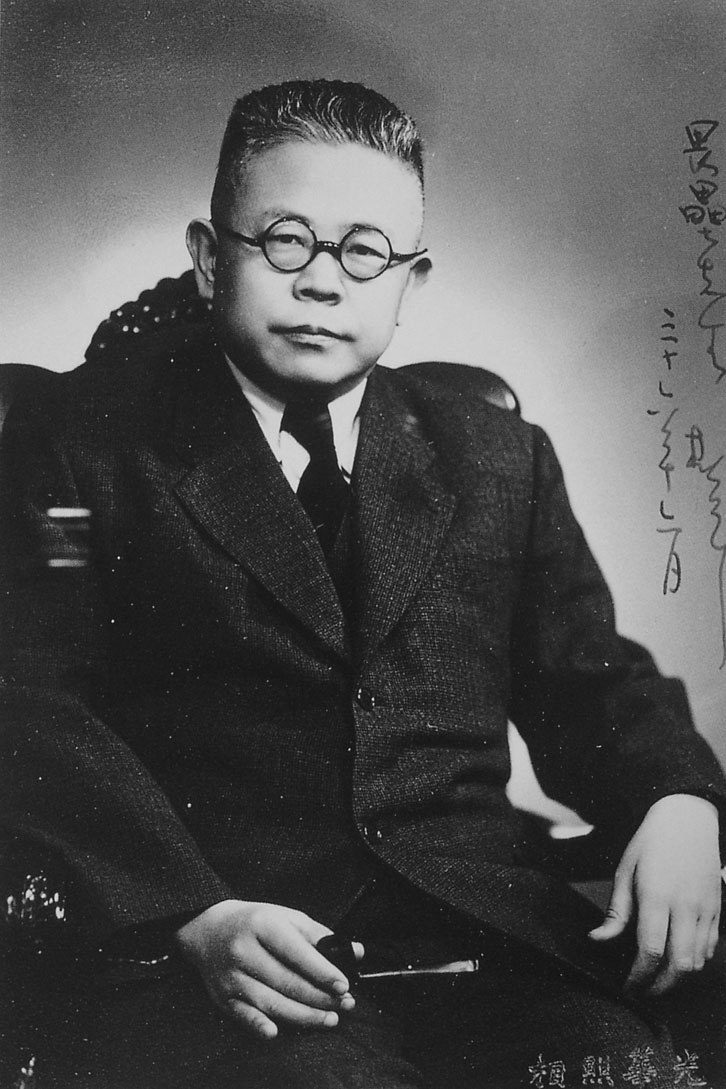
時任國立臺灣大學校長傅斯年在當時警告警備副總司令彭孟緝：「如果你敢造成學生流血受傷，我就跟你拼命！」

## 背景
1948年，以時稱臺灣省立師範學院（國立臺灣師範大學）為主體，串聯國立臺灣大學所發起要求提高公費待遇的「反飢餓鬥爭」，以「救苦、救難、救饑荒」為主的學生運動。當時有不少大陸來台就讀的學生以及本地的知識份子都有社會主義政治傾向，政府當局以此為由鎮壓學生運動。

## 導火線
1949年3月20日晚上9點15分左右，臺大法學院一年級學生何景岳和臺灣省立師範學院博物系學生李元勳共乘一輛腳踏車，經過大安橋附近時，被中山南路（一說中正東路）員警謝延長以違反交通規則攔下，雙方發生衝突。兩名學生被毒打一頓，並於10點左右押往台北市警察局第四分局（今台北市政府警察局大安分局）拘押。之後臺大與師院數百名學生知道此事，包圍台北市警察局第四分局聲援同學，並提出五項要求：
- 一、嚴懲肇事人員。
- 二、受傷同學由警局賠償醫藥費。
- 三、由總局長登報道歉。
- 四、請總局長公開向被害同學道歉。
- 五、登報保證以後不發生類似事情。

警方只得釋放兩名學生。3月21日，臺大與師院的學生選派代表前往台北市警察局總局請願，陪同請願的學生與民眾超過1,000人並包圍警局，致使警方在群眾壓力下被迫道歉，引發國民政府當局高度關切，認定「校園受到中國共產黨的統戰與滲透」。
1949年3月23日，《公論報》在「讀者的話」專欄，刊登了兩校學生以「國立台灣大學學生自治會聯合會」和「省立台灣師範學院學生自治會」名義，共同發表的《為何李二同學被毆事敬告各界》，重申訴求與聲明。隔天3月24日，公論報在「讀者的話」專欄，也有一匿名警員投書，反駁學生的公開聲明。在媒體和輿論之下，雙方認知差距越來越大，嫌隙也越來越深，埋下往後更激烈的衝突。
1949年3月29日，台大法學院由葉城松主持舉辦營火晚會，晚會中麥浪歌詠隊演唱《你是燈塔》、《團結就是力量》等紅歌，會後並擬以反飢餓反迫害（參見五二〇運動）為主軸於五月四日舉行全省學生大會，由於沈崇案造成台灣知識份子對中華民國政府的不信任，加上當時中華民國政府在大陸內戰戰場上節節敗退，因此二二八事件之後，許多學生已左傾（如葉城松等已加入中國共產黨），山雨欲來之際，消息傳到當時派任臺灣的臺灣省主席兼警備總司令陳誠手上，陳誠決定鎮壓學生運動，下令當時擔任警備副總司令，有高雄屠夫之稱的彭孟緝緝拿「主謀份子」。
1949年4月1日，隨著中國共產黨的目標「打倒蔣介石，解放全中國」提出，全國各地學生發動學運，令中華民國政府形象受損。同時在軍事上，國共內戰接連失利，長江以北疆域盡失，而在年初總統蔣中正宣佈退位後，由李宗仁為首的南京政府組成的代表北上與中國共產黨代表展開和談，開出對中華民國政府而言極嚴苛的八項和平條件，當時南京各級學生萬人上街發動「希望和平避免內戰」大遊行，要求中華民國政府接受中共的條件，因此遭到鎮壓，發生四一慘案，造成學生多人死傷；此事傳到台北，恐怖氣氛籠罩校園，大家都很擔憂台北是否會遭到鎮壓。師大附中學生會主席黃永祥回憶4月1日至4月4日附中會劇團在鐵路局禮堂公演四場解放區左聯重要作家陳白塵的劇作《升官圖》，透過兩個土匪作夢來諷刺政府官吏匪即官。因此，在四六事件之前，雙方已經籠罩肅殺氛圍，頗有山雨欲來風滿樓的情勢。

## 事件過程
1949年4月6日，臺灣省警備總司令部電令指名逮捕「周慎源、鄭鴻溪、莊輝彰、方啟明、趙制陽、朱商彝六人，遭到學生抵抗拒捕，實際上，六人當中僅有鄭鴻溪一人已加入共產黨，軍警便擴大包圍臺灣大學宿舍與師範學院宿舍進行逮捕行動，引發學生利用餐桌、椅擋住樓梯口，並且向軍警摔餐具等物品反抗；最後軍警成功衝入拘捕，並以卡車運走學生；逮捕行動告一段落後，台大部分學生則在宿舍遭到限制行動。而指名逮捕的師範學院自治會主席周慎源逃脫後加入共產黨，鄭鴻溪與朱商彝（後改名朱實）趁亂逃往大陸加入中國人民解放軍，歷任至中共中央統戰部一局局長，趙制陽則審訊後釋放，卻無法完成登記而失去學籍。
時任臺大校長傅斯年對當局不經法律程序逕行進入臺大校園內逮捕師生高度不滿，親自找國民黨最高當局交涉，要求逮捕臺大師生必須經過校長批准。他甚至警告彭孟緝：「若有學生流血，我要跟你拚命！」傅斯年極力保全涉案學生；少數遭逮捕的學生如顏世鴻等，傅斯年也要求軍警不得上手銬，並保留他們學籍，希望他們將來有機會復學。因此台大在四六事件中受創較輕。
師範學院院長謝東閔，則高度配合政府，甚至協同軍警一同前往逮捕學生。師範學院成立整頓學風委員會，由劉真任主任委員兼代院長，後接任校長。許壽裳生前好友謝似顏（時任臺灣省立臺灣師範學院體育教授兼主任）會同林本、王德昭、黃肅秋等多位教授搶救學生，後謝似顏被解聘，具左聯身分的黃肅秋則經大公報記者協助逃回大陸。
上二段內容似有爭議。根據臺大開放式課程：「戰後臺灣民主史：白色恐怖與臺灣大學」課程內容指出，時任臺大校長傅斯年為積極配合政府，與軍警合作，讓校內職員拿名單直入宿舍指認，並讓軍警逮捕學生。反而師範學院院長謝東閔因不願配合政府肅清，因此當下即自請辭職，離開師範學院院長職務。而當局即派任劉真擔任師範學院院長。
台大學生會提出重構校史指出，台大學生會根據相關研究指出，傅斯年校長的名言：「如果學生流血，我就跟你拚命」，其實並不完整，在陳誠回憶錄中，傅斯年說的其實是：「你做，我有三個條件：一、要快做；二、要澈底做；三、不能流血。」然而此番言論亦有多方解讀。
1949年4月8日，警總分批釋放遭逮捕的學生，最後19人遭到羈押審判。臺灣學者、作家、國際知名考古學家張光直也在事件中入獄，他在回憶錄《蕃薯人的故事》裡面有專章敘述。
臺灣省政府命令師範學院停課，所有學生一律重新登記，師院共36位學生遭到除名；10月，整頓學風委員會工作才正式結束。自此例始，台灣省警備總司令部可直接行文各級學校交出學生，或逕入校園拘捕。一般認為，四六事件是台灣1950年代白色恐怖的濫觴。
1947年二二八事件後，省工委學生工作委員會組織在台大及師院加速擴張，其中，師大有楊廷椅、陳水木，台大有台大法學院葉城松、醫學院郭琇琮、台大醫院許強，台大工學院王子英、王超倫，都附屬在中國共產黨台灣省工作委員會學生工作委員會由李水井領導。1949年的四六事件，可說是省工委覆滅前的星火；同年5月，立法院通過懲治叛亂條例；8月，光明報事件曝光後，蔡孝乾變節，並將整個省工委組織供出，導致台大及師院許多菁英被槍決於馬場町刑場，如師院學生賴裕傳、陳金目、陳水木，台大學生王超倫、郭琇琮、傅煒亮、葉城松、張璧坤等，或遭判刑身陷白色恐怖牢籠之中如蔡德本、涂炳榔、陳英泰、曾群芳、邱媽寅、盧兆麟、張坤修等。

## 爭議
有文獻指出，軍警進入校園逮捕學生的行為，其實獲得傅斯年首肯。至少在四六事件上，傅斯年並非一般所認為的是「學生的守護者」。薛月順所著陳誠先生回憶錄一書內容未獲其子陳履安背書，多數人認識陳誠人士並不認同

## 影響
1995年，臺大與已從師院改制的師大，兩校計八個改革派社團共同發起四六事件平反運動。臺大校方於6月做出回應，決議成立四六事件資料蒐集小組。四六事件資料蒐集小組於1997年6月7日對四六事件提出總結報告，肯定當時學生「參與民間社會、縱論國事的熱情與視野」。2000年12月25日，《戒嚴時期不當叛亂暨匪諜審判案件補償條例》修正，將四六事件受難者列入適用此條例的對象，並由中華民國教育部向受難者家屬道歉。
2016年，師大適逢創校七十週年，編纂校史和「師大七十回顧叢書」，並新增「四六事件」，將這樁戰後台灣學運的指標事件記載進校史之中，讓台灣首次校園白色恐怖還原真相。

### 引用文獻
1. ↑  莊佳穎、林巾力. . 民視新聞網. 2019-04-01  [2022-12-03]. （原始内容存档于2022-12-03）.
2. ↑  簡立欣. . 旺報. 2019-03-30.
3. ↑  陳建忠. . 中華民國文化部. 2007-11-28  [2022-12-03]. （原始内容存档于2022-12-03）.
4. ↑  藍博洲. . 晨星出版有限公司. 2000-04-30.
5. ↑  陳建忠. . 靜宜大學. 2004-06-19~2004-06-20.
6. 1 2  黃惠珍. . 中華民國文化部. 2007-11-28  [2022-12-03]. （原始内容存档于2022-12-03）.
7. 1 2 3  藍博洲. . 印刻文學. 2015-05-19.
8. ↑  臺灣省立師範學院 國立臺灣師範大學. . 國家檔案管理局. 1949-04-05~1949-10-18  [2022-12-03]. （原始内容存档于2022-12-03）.
9. ↑  國防部. . 國家檔案管理局. 1950-11-01~1956-04-17  [2022-12-03]. （原始内容存档于2022-12-03）.
10. ↑  . 國立臺灣師範大學.   [2016-04-06]. （原始内容存档于2016-04-18）.
11. ↑  賴澤涵、許雪姬. . 1994 年: 337-338.
12. ↑  . Newtalk新聞.   [2016-04-06]. （原始内容存档于2021-10-09）.
13. ↑  . 中時新聞網.   [2023-09-25]. （原始内容存档于2023-12-15）.
14. ↑  張光直. . 聯經出版事業. 1998  [2020-06-13]. （原始内容存档于2020-06-13）.
15. ↑  陳誠. 薛月順 , 编. . 台北: 國史館. 2005-07-01: 448-449  [2020-06-13]. （原始内容存档于2020-06-13）.
16. ↑  陳翠蓮.  (PDF). 臺大歷史學報. 2018年12月, (第62期): 213-265  [2020-06-13]. （原始内容存档 (PDF)于2019-06-03）.

### 文獻書目
- 莊萬壽，2000，「四六事件」參考書目知見錄。台灣史料研究 16：121-29。
- 蕭亞譚，〈堅持理想的年輕火焰(四六事件五十周年)〉，《自由時報》，1999年4月6日，第15版。

### 一般性研究
- 吳文星採編. . 賴澤涵計劃主持. 南投市: 臺灣省文獻委員會. 2001. ISBN 9789570101744.
- 林仁傑.  (学位论文). 國立臺灣師範大學教育研究所. 2004.
- 台大四六事件資料蒐集小組，1997，台大四六事件考察：四六事件資料蒐集小組總結報告。臺北：台灣大學。
- 徐秀慧.  (学位论文). 國立清華大學中國文學系. 2003.
- 朱宜琪.  (学位论文). 國立成功大學台灣文學研究所. 2003.

### 回憶錄、口述歷史、以及相關傳記資料
- 藍博洲. . 台北: 晨星出版. 2000-04-01. ISBN 9575838548.
- 藍博洲.《麥浪歌詠隊：追憶一九四九年四六事件(臺大部份》)。台北：晨星出版。2001。
- 呂芳上計劃主持. . 台北: 台北市文獻委員會. 1999. ISBN 9789570249767.
- 呂芳上計劃主持. 《戒嚴時期台北地區政治案件相關人士口述歷史：白色恐怖事件查訪（下）》。台北：台北市文獻委員會。1999。
- 張光直. . 台北: 聯經. 1998-01-17: 168頁. ISBN 9570817577.
- 朱昭陽口述. . 林忠勝撰述、吳君瑩紀錄. 前衛. 2009-02-01: 240頁. ISBN 9789578016095.
- 顏世鴻. . 台北: 啟動文化. 2012-07-05: 464頁. ISBN 9789868807556.

## 外部連結
- 師大七十回顧叢書 （页面存档备份，存于）